# Regalmspitze
La Regalmspitze est une montagne qui s’élève à 2 253 m. d’altitude dans le Kaisergebirge, en Autriche.